# Anisomeristes blaisei
Anisomeristes blaisei is een keversoort uit de familie molmkogeltjes (Corylophidae). De wetenschappelijke naam van de soort werd in 1950 gepubliceerd door Renaud Maurice Adrien Paulian.